# Fáj
Fáj is een plaats (község) en gemeente in het Hongaarse comitaat Borsod-Abaúj-Zemplén. Fáj telt 289 inwoners (2001).